# Jaap Barendregt
Jaap Barendregt (* 10. Januar 1905 in Rotterdam; † 16. Februar 1952 ebenda) war ein niederländischer Fußballspieler.
Barendregt war in den 1920er und 1930er Jahren bei Feyenoord Rotterdam aktiv. Der effektive Mittelstürmer erzielte für den Club aus Feijenoord zwischen 1925 und 1937 in 238 Spielen 196 Tore. Er ist damit vor Kees Pijl und Cor van der Gijp Rekordtorschütze für den Verein aus dem Rotterdamer Süden. Mit Feyenoord wurde er 1928 und 1936 niederländischer Meister und 1930 und 1935 Pokalsieger.
Trotz seiner Torgefährlichkeit kam Barendregt nur zu einem einzigen Einsatz in der Nationalmannschaft – auf seiner Position war zu der Zeit kein Vorbeikommen an Bep Bakhuys, der in seinen 23 Länderspielen 28 Tore erzielte. In Barendregts einzigem Spiel in Oranje am 17. März 1929 standen beide Stürmer in der Anfangsformation; beim 3:2-Sieg im Freundschaftsspiel im Olympiastadion Amsterdam gegen die Schweiz erzielte Bargendregts kein Tor, während Bakhuys einmal traf.